# 三井楽町
三井楽町（みいらくちょう）は、かつて長崎県の南松浦郡にあった町。2004年8月1日に福江市、南松浦郡富江町、玉之浦町、岐宿町、奈留町と合併して五島市となった。

## 地理
五島列島福江島の北西部に位置する。

## 歴史
- 1889年（明治22年）4月1日 - 町村制施行により南松浦郡三井楽村が成立する。
- 1940年（昭和15年）11月3日 - 町制施行し、三井楽町となる。
- 2004年（平成16年）8月1日 - 福江市、南松浦郡富江町、玉之浦町、岐宿町、奈留町と合併し五島市となる。

## 地名
五島市合併時に末尾の「郷」を廃止。
- 丑ノ浦郷（合併時に丑ノ浦、塩水に分かれる）
- 大川郷（合併時に大川、高崎に分かれる）
- 貝津郷
- 柏郷
- 嵯峨島郷
- 岳郷
- 波砂間郷
- 浜窄郷（はまさこ）
- 浜ノ畔郷（はまのくり）
- 渕ノ元郷

## 教育
中学校
- 三井楽町立三井楽中学校
- 三井楽町立嵯峨島中学校（小学校と併設）

小学校
- 三井楽町立三井楽小学校
- 三井楽町立岳小学校
- 三井楽町立浜窄小学校
- 三井楽町立嵯峨島小学校（中学校と併設）

## 観光・名所
- 高浜海水浴場
- 白良ケ浜海水浴場
- カトリック墓碑群
- ふぜん河（遣唐使遺跡）
- さざなみの化石
- 魚籃観音展望所
- 千畳敷
- 火山海食崖